# Трехлебов, Алексей Васильевич
Алексе́й Васи́льевич Трехле́бов (Ведагор, Галцзин-лама; 30 января 1957, Армавир, Краснодарский край — 1 января 2024) — российский писатель, автор неоязыческого учения в рамках инглиизма.
Развивал инглиистические идеи, почерпнутые из «Славяно-арийских вед» (писания инглиистов, вероятнее всего, созданные самим основателем и главой движения Александром Хиневичем в соавторстве с другими) о космическом происхождении «славяно-ариев» и других рас, в частности расистские теории, согласно которым евреи являются потомками враждебных двуполых инопланетян. Сочинения и выступления Трехлебова пользуются большой популярностью в праворадикальной неоязыческой среде.

## Биография и деятельность
В. А. Шнирельман и Информационно-аналитический центр «Сова» приводили информацию, что Трехлебов был есаулом Кубанского казачьего войска и ламой. В середине 1990-х годов был лидером группы «Экология сознания». В начале 2000-х годов поддерживал отношения с «Древнерусской инглиистической церковью православных староверов-инглингов». Работы Трехлебова печатались во многих российских родноверческих изданиях.
Трехлебов писал об «Арктической прародине» «славяно-ариев». Вслед за Валерием Емельяновым (один из основателей русского неоязычества), Трехлебов объяснял название Палестины как «Опалённый стан» и связывал её историю со «славяно-ариями». Он разделял идеи эпиграфиста-любителя Геннадия Гриневича (писавшего о древнейшей «праславянской» цивилизации), которого называл «языковедом» и «дешифровщиком». По утверждениям Трехлебова, открытие «древнейшей славянской письменности» получило поддержку в науке и учёные называли её «славянской руницей». К числу этих «учёных» он относил любителей XIX века Е. И. Классена и Ф. Воланского, а также близких к ним современных авторов В. И. Щербакова и Г. Белякову. Также Трехлебов ссылался на авторитет профессиональных археологов (А. Я. Брюсова, А. В. Арциховского и др.), но существенно искажал их взгляды. Книга Трехлебова «Клич Феникса» развивает идеи Классена, который усматривал славян во многих регионах и во многие эпохи, начиная с древности и включая этрусков, и отождествлял санскрит со славянским языком. В мае 1999 года книга Трехлебова была благословлена «владыкой Рафаилом» (Прокопьевым), принадлежавшем к одному из направлений катакомбной «Истинно-православной русской церкви». Трехлебов придерживался родноверческой идеи о человеколюбии русской языческой религии, в которой, по мнению неоязычников, не было кровавых жертвоприношений. Он писал о данных, по его утверждениям, полученных «археологами», свидетельствующих, что «славяно-арии», проживающие на территории Сибири, уже 18 тыс. лет назад имели совершеннейший лунно-солнечный календарь, более 10 тыс. лет назад русские ведуны создали обсерваторию на Куликовом поле, а также найдена легендарная столица русичей Голунь с «праславянскими письменами» первой половины 2-го тыс. до н. э. Книга «Кощуны Финиста Ясного Сокола России» (2004) посвящена «возрождению наследия предков Славян и Ариев».
Опираясь на «Славяно-арийские веды» и на сочинения в жанре любительской лингвистики и фолк-хистори, в соответствии с учением инглиизма Трехлебов писал о происхождении различных систем древней письменности из четырёх «древнейших типов письма» «славян и ариев».
Согласно учению Трехлебова, традиция даёт три условия для распознавания истины: Слово, «Веды» и опыт. Оценивая обоснованность какой-либо информации, человек должен прислушаться к мнению духовного учителя, прочитать, что об этом говорят «Веды», и обдумать, видится ли информация разумной в свете его собственного опыта. По оценке религиоведа Каарины Айтамурто, это означает признание личного гнозиса в легитимации религиозных истин.
Умер 1 января 2024 года после болезни.

## Судебное преследование
В конце декабря 2007 года краснодарской краевой прокуратурой Трехлебов был привлечён к уголовной ответственности по ч. 1 ст. 282 УК РФ (действия, направленные на возбуждение ненависти либо вражды).
С 2013 года Трехлебов вместе с одним из его ближайших последователей И. А. Глобой (старейшиной запрещённой в России в 2006 году религиозной группы «Краснодарская Православная Славянская община „ВЕК РА“ (Ведической культуры Российских Ариев) Скифской Веси Рассении Древнерусской Инглистической церкви Православных Староверов-Инглингов») находился под следствием по уголовному делу по пункту «в» ч. 2 ст. 282 УК РФ (возбуждение национальной ненависти) и ч. 2 ст. 282.1 УК РФ (участие в экстремистском сообществе). По версии следствия, автор книг по «ведической культуре» Алексей Трехлебов и организатор тренингов Игорь Глоба «состоят в сообществе, основной деятельностью которого является пропаганда превосходства человека своей национальности и религиозной принадлежности перед другими людьми». Также организация изготавливала атрибутику, сходную с нацистской символикой. С 26 по 29 июля 2012 года в посёлке Мезмай подследственные проводили платные семинары с участием не менее 17 человек из городов России и Украины. На семинарах публично пропагандировались националистические взгляды и распространялись журналы «Ведическая культура» и книги «Кощуны Финиста Ясного Сокола России» собственного сочинения. Экспертиза обнаружила в этих изданиях «негативную оценку представителей иных национальностей и религиозных принадлежностей». Также Трехлебов и Глоба с помощью интернета принимали заявки на проведение аналогичных семинаров в разных городах. 14 и 15 февраля 2013 года в Москве проводились семинары «Путь к овладению осознанным сновидением для познания миров Нави, Слави и Прави». 15 февраля 2013 года Трехлебов и Глоба были задержаны во время проведения семинара в «Йога-острове» на улице Правды сотрудниками следственно-оперативной группы и ФСБ. Задержанные были доставлены в Краснодар. По сообщению пресс-службы ГУ МВД России по Южному Федеральному округу, после задержания подозреваемых оперативниками были проведены обыски в местах их проживания. Оперативники изъяли «более 40 наименований экстремистской литературы, а также арсенал оружия и боеприпасов». По состоянию на июнь 2014 года Трехлебов находился в СИЗО.
20 ноября 2014 года прокуратура Центрального района Краснодара сообщила, что направила в Октябрьский районный суд иск с требованием признать экстремистскими книгу Трехлебова «Кощуны Финиста Ясного Сокола России» (2004), выпуск 2 журнала «Ведическая культура» за 2004 год и выпуск 2 журнала «Ведический Культ РА» за 2004 год (оба журнала выпускались членами общины «ВЕК РА»). Согласно данным экспертизы, и в книге Трехлебова, и в выпусках журналов содержатся призывы к насилию над евреями.

## Критика
По заявлению 9 февраля 2006 года общественных организаций Пермского края, принимавших участие в IV Форуме молодёжи Прикамья, «Некий Волков, член партии „Единая Россия“, помощник депутата городской Думы, втайне от владельца издательства выпустил в свет откровенно фашистскую, наполненную ненавистью к представителям других рас и народов книгу некоего Трехлебова „Кощуны Финиста Ясного Сокола России“. Вот уже второй год, как эта книга успешно распространяется в краевом центре. Вполне возможно, что именно на ней взращены те бравые ребята-скинхеды, которые пришли на форумную дискуссию».
В 2009 году родноверческие объединения «Круг языческой традиции» и «Союз славянских общин славянской родной веры» опубликовали публичное обращение «О подменах понятий в языке и истории славян и о псевдоязычестве», в котором они подвергли критике ряд деятелей неоязычества, включая Трехлебова. Согласно авторам обращения, взгляды критикуемых лиц «принципиально расходятся с доказательной точкой зрения действительных учёных и современной науки», это «псевдоязыческое учение, псевдолингвистика, лженаука и откровенные домыслы», которые ведут «лишь к дискредитации, как современного языческого движения, так и Российской науки». Критикуемые авторы «обманывают неосведомленных читателей и зарабатывают деньги на заведомой лжи». По мнению религиоведа A. B. Гайдукова, это обращение является попыткой части родноверов оградить себя от радикальных проявлений национализма или «эзотерических девиаций». В мае 2012 года три родноверческих объединения, «Союз славянских общин славянской родной веры», «Велесов круг» и «Круг языческой традиции», признали теории ряда неоязыческих авторов, включая Трехлебова, «псевдонаучными и наносящими вред Славянской вере».

## Сочинения
- Египет, Сибирь и Куликово поле // За русское дело. — 1995. — № 4 (27). — С. 5—6.
- Наша Арктическая прародина // Потаенное (Приложение к газете «За русское дело»). — 1996. — № 2 (2). — С. 2—3.
- Клич Феникса, Российской солнечной птицы. — Б.м. : Б/и, 1997. — 443, (1) c.
- Истинная история крещения Руси. — М. : Вехи истории, 1998. — 67 c. — (Серия «Вехи истории»).
- Истинная сущность библейского (иудохристианского) Бога. — М. : Вехи истории, 1998. — 63, (1) c. — (Серия «Вехи истории»).
- Тайна праславянской цивилизации : Археологические и письменные памятники Древней Руси и результаты их дешифровки. — М. : Вехи истории, 1998. — 631 с. — (Серия «Вехи истории». Вып. 20).
- Славянский именослов. Толковый словарь кощунника. — Тверь; М., 2003. — 352 с.
- Кощуны Финиста Ясного Сокола России. — Пермь, 2004.
  - [3-е изд., испр. и доп.] — М. : Концептуал, 2012.